# Ithkuil
Ithkuil é um idioma artificial marcado pela extrema complexidade gramatical, expressa com um rico inventário fonêmico ou através de um original sistema de escrita, graficamente estruturado.
A linguagem do autor, John Quijada, apresenta concebidas para expressar níveis mais profundos da cognição humana abertamente e claramente, mas brevemente.
Quijada considere sua criação demasiado complexos e estritamente regular um idioma para ter desenvolvido "naturalmente", mas ainda assim uma linguagem humana acessível útil para conversa geral e literatura.  Nenhuma pessoa é até agora conhecido por ser capaz de falar fluentemente Ithkuil; inclusive o próprio Quijada.
Em 2004 - e novamente em 2009 com a sua versão, Ilaksh - Ithkuil foi apresentado no idioma russo Science Magazine Computerra.

## Gramática e Léxico

### Morfologia
O léxico do Ithkuil consiste basicamente de 3.600 raízes de palavras, sendo que até agora apenas cerca de mil possuem significado definido. Cada raiz consiste de 2 "radicais" consonantais, e a partir delas pode-se derivar milhares de lexemas através das complexas regras de morfofonologia do Ithkuil, as quais envolvem tanto alterações consonantais como vocálicas, mudanças de acento e tom na sílaba, além de afixações.
Tanto os formativos vocálicos como os consonantais são flexionados por 3 radicais, 3 modelos, 2 denominações, 9 configurações, 4 filiações, 4 perspectivas, 6 extensões, 2 focos, 4 contextos, 2 essências, e 81 casos, e podem ser fixados com 153 afixos, cada um posto em algum dos 9 graus. Dois tipos de adjuntos são flexionados para indicar 14 valências, 6 versões, 8 formatos, 37 derivações, 30 modalidades, 4 níveis, 9 validações, 9 fases, 9 sanções, 32 aspectos, 8 modos, e 24 propensões.

### Fonologia
O sistema fonológico do Ithkuil é de 65 consoantes e 17 vogais e é baseado em sons de uma variedade de línguas, incluindo o checheno e o abkházio. As consoantes do Ithkuil são as seguintes:
|             |             | Labial | Dental | Alveolar | Alveolar | Retro- flexa | Pós- alveolar | Palatal | Velar | Uvular | Farin- gal | Glotal |
| central     | lateral     | Labial | Dental |          |          | Retro- flexa | Pós- alveolar | Palatal | Velar | Uvular | Farin- gal | Glotal |
| ----------- | ----------- | ------ | ------ | -------- | -------- | ------------ | ------------- | ------- | ----- | ------ | ---------- | ------ |
| Nasal       | Nasal       | m      | n      |          |          |              |               |         | ŋ     |        |            |        |
| Plosiva     | sonora      | b      | d      |          |          |              |               | ɟ       | ɡ     | ɢ      |            |        |
| Plosiva     | surda       | p      | t      |          |          |              |               | c       | k     | q      |            | ʔ      |
| Plosiva     | aspirada    | pʰ     | tʰ     |          |          |              |               | cʰ      | kʰ    | qʰ     |            |        |
| Plosiva     | ejetiva     | pʼ     | tʼ     |          |          |              |               | cʼ      | kʼ    | qʼ     |            |        |
| Africada    | sonora      |        |        | d͡z       |          | d͡ʐ           | d͡ʒ            |         |       |        |            |        |
| Africada    | surda       |        |        | t͡s       |          | t͡ʂ           | t͡ʃ            |         |       |        |            |        |
| Africada    | aspirada    |        |        | t͡sʰ      | t͡ɬʰ      | t͡ʂʰ          | t͡ʃʰ           |         |       |        |            |        |
| Africada    | ejetiva     |        |        | t͡sʼ      |          | t͡ʂʼ          | t͡ʃʼ           | c͡çʼ     | k͡xʼ   | q͡χʼ    |            |        |
| Fricativa   | sonora      | v      | ð      | z        |          | ʐ            | ʒ             | ʝ       | ɣ     |        |            |        |
| Fricativa   | surda       | f      | θ      | s        | ɬ        | ʂ            | ʃ             | ç       | x     | χ      | ħ          | h      |
| Aproximante | Aproximante |        | l, ɫ   |          |          | ɭ            |               | j       | w     | ʁ̞      |            |        |
| Vibrante    | Vibrante    |        |        |          |          | ɽ            |               |         |       |        |            |        |

As vogais:
|               | anterior | central | posterior |
| ------------- | -------- | ------- | --------- |
| Fechada       | i y      | ʉ       | ɯ u       |
| Quase fechada | ɪ        |         | ʊ         |
| Semifechada   | e ø      |         | ɤ o       |
| Semiaberta    | ɛ œ      |         | ɔ         |
| Aberta        | æ        | a       | ɑ         |

Os ditongos são /ai̯ æi̯ ei̯ ɤi̯ øi̯ oi̯ ʊi̯ au̯ æu̯ eu̯ ɤu̯ ɪu̯ ou̯ øu̯ aɯ̯ eɯ̯ ɤɯ̯ ʊɯ̯ oɯ̯ ɪɯ̯ æɯ̯ øɯ̯ ʉɯ̯ ae̯/.

### Sistema de Numeração
O Ithkuil utiliza um sistema de numeração de base 100 e de superbase 10.000. Há raízes para os números de 1 a 10 (LS, KS, S-S, ps, t-s, st, NS, XS, FS e MS), e as células-tronco apor derivativo é usado para transformar um numeral por adição de um múltiplo de 10, gerando os numerais até 99. Ithkuil assim, não utiliza o conceito de zero. Números maiores que 100 são expressos de maneira perifrástica no discurso, enquanto o Içtaîl tem logogramas para os números de 1 a 100 e várias potências de 100.

## Ortografia
Içtaîl (a palavra Ithkuil para 'sistema de escrita hipotética'), um morfo "script" fonêmica cujos personagens transmitir tanto fonética e morfológica (ou seja, gramatical) informações.  A sua utilização está intimamente ligada à linguagem Ithkuil, cuja gramática permite que grande parte do componente fonológico de palavras a morfo-sintaticamente previsível. As partes do Ithkuil uma palavra cuja pronúncia é previsível não são escritos, enquanto os caracteres utilizados para indicar a pronúncia das peças imprevisível de uma palavra também transmitir as informações gramaticais necessárias para "reconstruir" as partes não escrita da palavra. As palavras são, portanto, escritos em uma forma altamente abreviada, especialmente útil para as palavras altamente flexionadas da língua Ithkuil.

### Exemplo

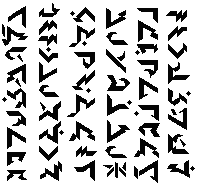
Exemplo.

Romanização: Pull\ uíqišx ma’wałg eřyaufënienˉ päţwïç auxë’yaļt xne’wïļta’şui tua kit ölla/ yaqazmuiv li’yïrzişka’ p’amm/ aìlo’wëčča šu’yehtaş
IPA: [ˈpʊ̃lː ʊˈɪ́qɪ̀ʃx ˈmáʔwàʟɡ ɛʁjɑʊfɤˈnɪ́ɛ́n ˈpǽθwɯ̀ç aʊˈxɤ́ʔjàɬt xnɛʔwiɬˈtáʔʂʊɪ̀ tʊ́à kɪ̂t œlˈːǎ jaˈqázmʊɪ̀v lɪʔjɯɾˈzɪ́ʂkàʔ pʼǎmː aɪlɔˈwɤ́tʃːà ʃʊʔˈjɛ́htàʂ]
audioⓘ
Tradução: No nosso veículo deixa o terreno e se precipita ao longo da borda do precipício em direção ao fundo do vale, eu ponderar se é possível que se possa alegar que eu sou culpado de um ato de falha moral, não tendo conseguido manter um bom curso ao longo da estrada.